# Berentzwiller
 Berentzwiller (en alsacià Barezwiller) és un municipi francès, situat a la regió del Gran Est, al departament de l'Alt Rin. L'any 2006 tenia 321 habitants.

## Demografia
| 1962 | 1968 | 1975 | 1982 | 1990 | 1999 |
| ---- | ---- | ---- | ---- | ---- | ---- |
| 207  | 207  | 207  | 222  | 233  | 313  |

## Administració
| Període | Identitat                   | Partit |
| ------- | --------------------------- | ------ |
| 2001-   | Jean-Claude Schneckenburger |        |